# 法国公议局旧址
法国公议局旧址，又称原法国公议局大楼（法語：Hôtel municipal de la Concession française），该建筑位于当时的天津法租界克雷孟梭广场（Place Clemenceau）西侧（今天津市和平区承德道12号）。目前，法国公议局旧址被中华人民共和国国务院批准为全国重点文物保护单位，被天津市人民政府批准为特殊保护等级历史风貌建筑。现为天津文化局和天津文物局所在地。

## 历史

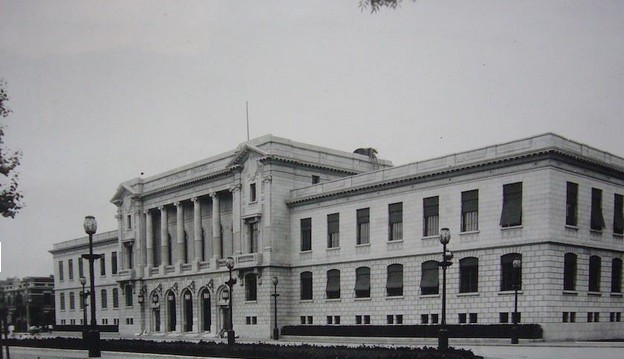
天津法国公议局旧影

法国公议局大楼由法国建筑师慕乐做方案设计，后由义品放款银行工程师门德尔森（法語：Léo Mendelssohn）正式设计，并于1929年开工建设，1931年建成后作为原天津法租界法国公议局办公大楼使用，法国公议局大楼在当时也是法国在天津租界内的最高统治管理机构所在地，也是原天津法租界内负责行政事务的综合管理机构，直接受法租界董事会领导。局内下设工程处、捐务处、会计处等部门。1945年8月14日，日本无条件投降。同年9月29日，法国公议局大楼也被当时的中华民国国民政府天津市政府收回。9月30日，美国海军陆战队2万余人在塘沽登陆，并将法国公议局大楼改为驻津美军司令部门。1945年10月8日上午九点，驻天津日军向中国国民革命军军队投降仪式在驻津美军司令部门前广场举行。中华人民共和国成立后，曾作为天津市人民图书馆，之后成为天津市艺术博物馆。1991年，该建筑被中华人民共和国建设部、国家文物局公布为中国优秀近代建筑。现为天津文化局和天津文物局所在地。

## 建筑特点
法国公议局大楼建筑面积为8700平方米，是一座古典复兴式、三层混合结构的建筑。其中，大楼中部为三层，两翼为两层并设有半地下室。因此，大楼立面的古典主义三段式设计很明显，中央主体突出，左右两翼呈对称。在外立面方面，整幢建筑外墙面用仿花岗岩块砌筑并以宽而深的凹槽分格饰面，而大楼底层的基座的里面采用花岗石镶面。
法国公议局大楼建筑主入口为三个半圆拱券的铁花大门。正门大厅内设有黑白相间的大理石宽大台阶，汉白玉扶手，双瓶式栏杆，彩色大理石地面。二层中央设有六棵爱奥尼克柱式空廊，柱面下部以宝瓶式栏杆连接，其腰线、窗眉、檐口多花饰，檐部左右两端各有三角形断山花，山花内有花饰盾徽。井字梁带花饰顶棚，配以彩色轧花玻璃采光窗，内装古朴华丽的八角形吊灯、半圆形铜壁灯和各种灯具。二楼大厅墙上有六根圆形壁柱，地面铺人字地板。顶棚中间为彩色轧花玻璃窗，四周墙壁上半部亦以轧花图案装饰。该建筑为一座巴洛克风格的罗马古典复兴主义建筑。
　　

## 相关影视作品
- 电影《建国大业》